# Гвінейський франк
Гвінейський франк — національна валюта Гвінеї; 1 франк = 100 сантимів.
У готівковому обігу перебувають банкноти номіналом у 100, 500, 1000, 5000 та 10000 франків, а також монети в 1, 5, 10, 25, 50 гвінейських франків. Міжнародне позначення валюти — GNF.
Емісію грошової одиниці здійснює Центральний банк Гвінейської Республіки.

## Історія
До березня 1960 року Гвінея входила у зону франка і на її території як грошова одиниця використовувався франк КФА, емісію якого здійснював Центральний банк держав Західної Африки. З 1 березня 1960 року Гвінея ввела власну валюту — гвінейський франк (перша грошова реформа).
У зв'язку із появою великої кількості підроблених банкнот у період з 10 по 14 березня 1963 року було здійснено обмін старих банкнот на купюри нового зразка (друга грошова реформа).
2 жовтня 1972 року в Гвінеї була проведена третя грошова реформа і введена нова грошова одиниця — сілі, прирівняна до 10 гвінейських франків.
У зв'язку з девальвацією долара США 6 січня 1986 року замість сілі було знову введено гвінейський франк.
З 2006 року, в результаті інфляції припинено випуск банкноти у 100 гвінейських франків, їй на заміну прийшла купюра у 10000 гвінейських франків.

## Опис

### Банкноти основного обігу зразка 1985–2008 років
В обігу перебувають банкноти номіналом 100, 500, 1000, 5000 і 10 000 франків різних років випуску. Банкноти номіналом 25 і 50 франків у реальному обігу не зустрічаються. Банкноти старого зразка випуску після 1985 року включно, є платіжним засобом і вилучаються з обігу в міру зносу.
| Серії 1985–2008 років | Серії 1985–2008 років | Серії 1985–2008 років | Серії 1985–2008 років | Серії 1985–2008 років  | Серії 1985–2008 років                                 | Серії 1985–2008 років                                                | Серії 1985–2008 років |
| Зображення            | Зображення            | Номінал (франків)     | Розміри (мм)          | Основні кольори        | Опис                                                  | Опис                                                                 | Рік друку             |
| Аверс                 | Реверс                | Номінал (франків)     | Розміри (мм)          | Основні кольори        | Аверс                                                 | Реверс                                                               | Рік друку             |
| --------------------- | --------------------- | --------------------- | --------------------- | ---------------------- | ----------------------------------------------------- | -------------------------------------------------------------------- | --------------------- |
|                       |                       | 25                    | 54 х 120              | синій, рожевий         | Портрет хлопчика, державний герб, маска               | Жінка біля хижі за роботою                                           | 1985                  |
|                       |                       | 50                    | 64 х 130              | червоний, рожевий      | Портрет старого, державний герб                       | Чоловік з плугом за сільськогосподарськими роботами, ритуальна маска | 1985                  |
|                       |                       | 100                   | 64 х 130              | коричневий, жовтий     | Портрет жінки, державний герб, скульптура             | Робітники на плантації                                               | 1998                  |
|                       |                       | 500                   | 70 х 140              | зелений, коричневий    | Портрет жінки, державний герб, національна скульптура | Рудник                                                               | 1998                  |
|                       |                       | 1000                  | 73 х 145              | коричневий, жовтий     | Портрет дівчини, державний герб, національний барабан | Роботи в кар'єрі, ритуальна маска                                    | 1998                  |
|                       |                       | 5000                  | 79 х 158              | коричневий, фіолетовий | Портрет жінки, державний герб, традиційна скульптура  | Пейзаж із греблею, ритуальна маска                                   | 1998                  |
|                       |                       | 10 000                | 78 х 155              | зелений, жовтий        | Портрет дівчини, державний герб, ананас               | Пейзаж саванни, скеля                                                | 2008                  |

### Монети
У готівковому обігу перебувають монети номіналом в 1, 5, 10, 25, 50 гвінейських франків.
На аверсі гвінейських монет усіх номіналів поміщено зображення державного герба Гвінейської Республіки й напис REPUBLIQUE DE GUINEE. На реверсах монет номіналом в 1, 5, 10 і 25 франків зображена пальмова гілка, а на звороті монети у 50 франків вміщено зображення суцвіть. Монети в 1, 5 і 10 франків мають гладкий гурт, а для монет номіналом 25 і 50 франків характерний рифлений гурт.
Матеріалом для виготовлення описаних монет перших трьох номіналів слугує сталь, плакована латунню, 25 франків зроблені з латуні, а з мідно-нікелевого сплаву карбують монети гідністю 50 франків.